# Батарея (Миколаїв)

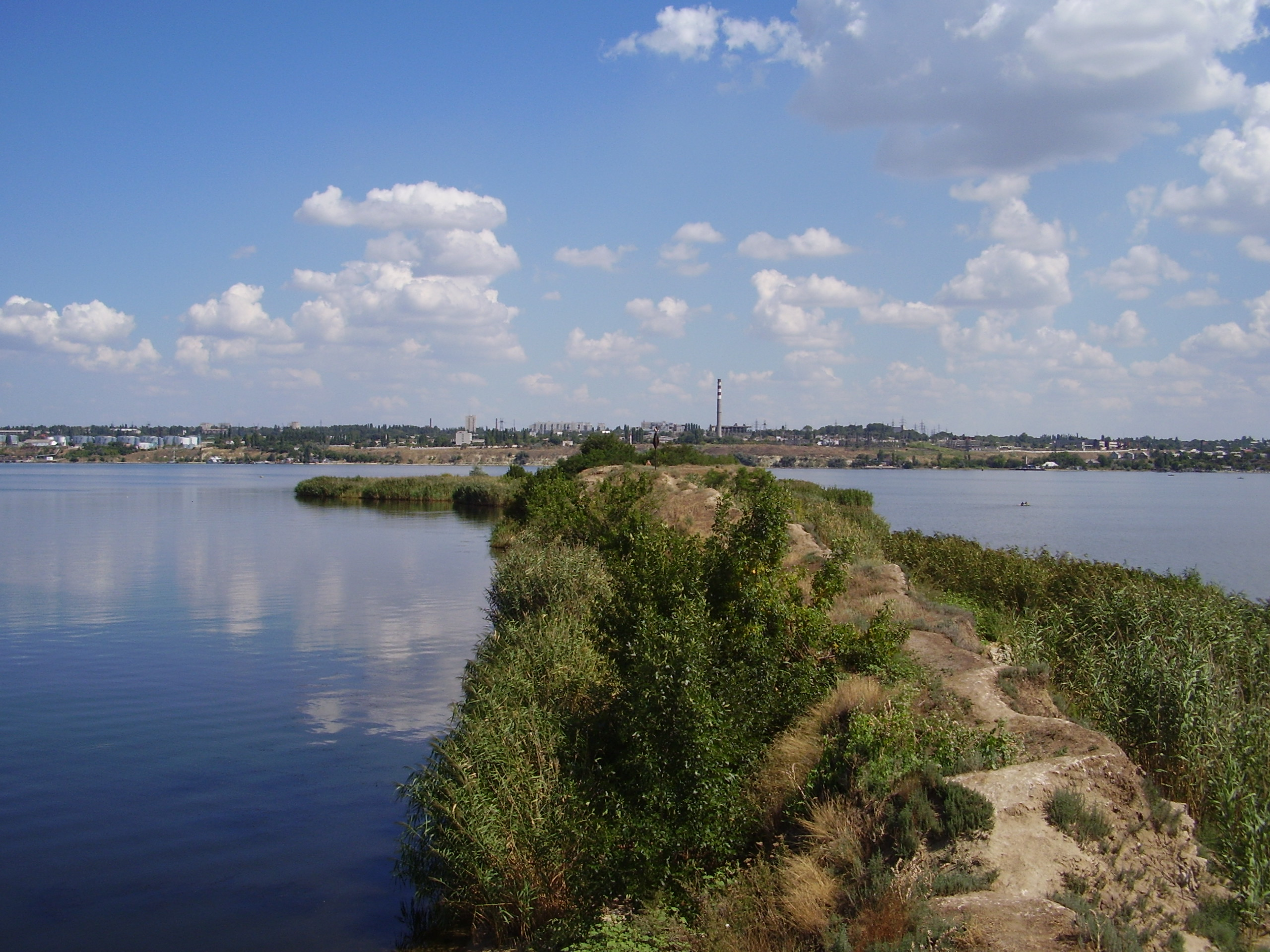
Вид з Батареї на Малу Корениху

Костянтинівська батарея (острів Флагшток, острів Батарея) ─ довга штучна коса (гребля), що закінчується укріпленим островом (також штучним), насипана від села Мала Корениха на правому березі Бузького лиману, споруджена за проектом відомого військового інженера Едуарда Івановича Тотлебена.

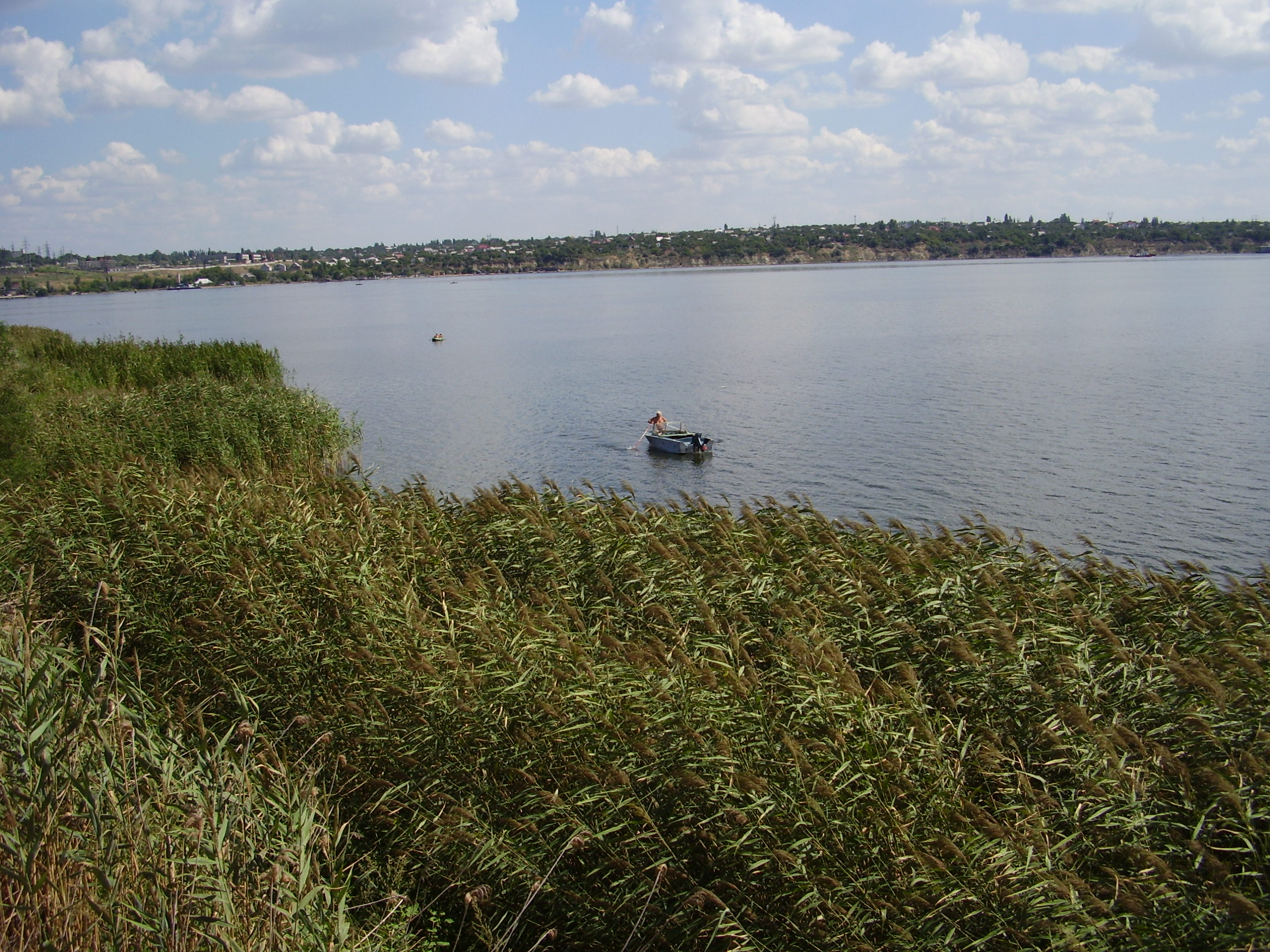
Вид з Батареї на Широку Балку

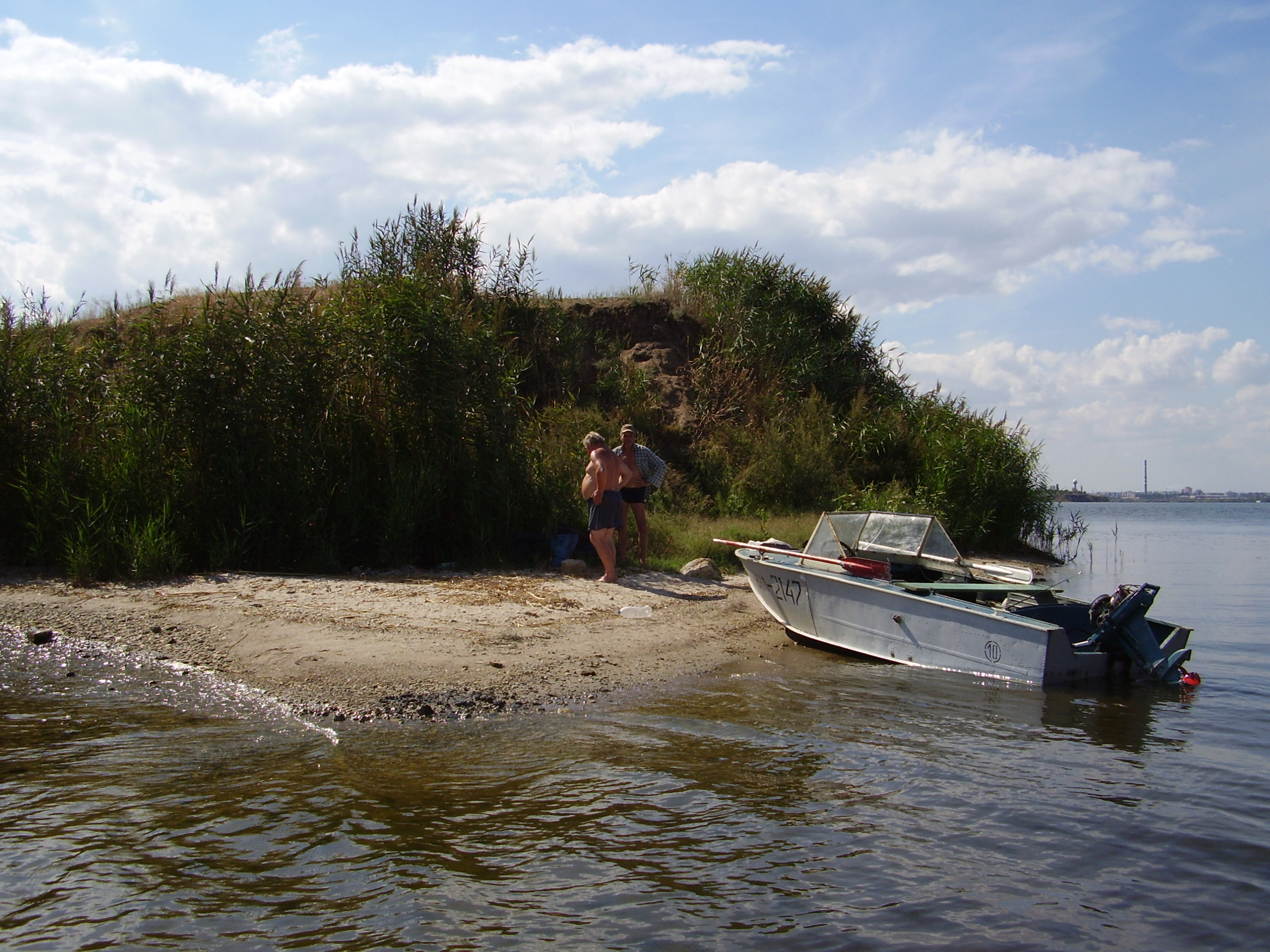
Північно-східний мис острова

Острів з укріпленнями отримав назву на честь одного з синів імператора — Костянтина Миколайовича.
Насипана 1855 року впоперек течії лиману, гребля була одною зі складових, сукупності укріплень для оборони міста Миколаєва в часи Кримської війни.
Після захопленням Севастополя британо-французькими військами виникла загроза захоплення міста Миколаєва, який не мав жодних укріплень з боку моря. Через це за наказом імператора Олександра ІІ, до Миколаєва був направлений Тотлебен, який проявив себе при підготовці укріплень Севастополя.
12 вересня 1855 Тотлебен прибув до Миколаєва, де йому доручили привести місто в оборонний стан.
Роботи почалися невідкладно, за ними спостерігав імператор. За планом Тотлебена уздовж Бузького лиману була побудована глибокоешелонована оборонна система, що складалася із земляних редутів і батарей.
Одним з основних елементів цієї системи стала Костянтинівська батарея. Гребля перегороджувала Бузький лиман майже до половини його акваторії. На кінці цієї греблі був насипаний острів з укріпленнями, викладеними каменем, і захищений валами. Тут розташували артилерійську батарею, на протилежному боці лиману була Кауфманівська батарея (Бузький редут). Обидві батареї перекривали вогнем вузький прохід, що залишався для суден по фарватеру.
З боку фарватеру від батареї під час її спорудження було створено пальову загороду «ряжі» з колод, пов'язаних бочками, завантаженими каменями. Між ряжами й пристанню Широкої Балки був залишений прохід у 200 сажнів, що прострілювався прицільним вогнем батарей. Згодом при розчищенні фарватеру велика частина зрубів знищена, але в безпосередній близькості до острова вони збереглися. На всі споруди оборонної системи було витрачено не більше двох місяців. У будівельних роботах брали участь понад 10 тисяч осіб, зокрема солдати і жителі Миколаєва.